# 189 Phthia
Phthia (asteroide 189) é um asteroide da cintura principal com um diâmetro de 37,66 quilómetros, a 2,359254 UA. Possui uma excentricidade de 0,0370351 e um período orbital de 1 400,67 dias (3,84 anos).
Phthia tem uma velocidade orbital média de 19,02876585 km/s e uma inclinação de 5,17924º.
Este asteroide foi descoberto em 9 de Setembro de 1878 por Christian Peters.